# Elecciones parlamentarias de Eslovaquia de 2016
Las elecciones parlamentarias de Eslovaquia de 2016 fueron unas elecciones que tuvieron lugar en este país centroeuropeo el día 5 de marzo de 2016. El resultado fue una victoria del partido gobernante Smer-SD del primer ministro Robert Fico, sin embargo pierde la mayoría absoluta. Mientras que el KDH fracasó en pasar el 5% de votos necesario para obtener escaños y por lo tanto pierde por primera vez su representación en el Parlamento desde 1993; así como el partido de extrema derecha ĽSNS entra por primera vez al parlamento con 8.0% de los votos.

## Marco político pre-elecciones
El telón de fondo de la campaña se ha centrado en la crisis migratoria en Europa, con el gobernante SMER-SD tomando una postura antiinmigrantes en la campaña, posición que también compartían los nacionalistas SNS y LSNS. Sin embargo, huelgas de profesores y de enfermerías que se produjeron en el inicio del año también tuvieron un efecto negativo en la opinión pública.

## Resultados

### Partidos presentados a las elecciones
A continuación se pasa a detallar la lista de la totalidad de los partidos que se presentaron a las elecciones en Eslovaquia en 2016:

#### Con representación parlamentaria
En negrita el partido gobernante y a la derecha entre paréntesis el número de diputados:
- Dirección-Socialdemocracia (49)
- Libertad y Solidaridad (21)
- Gente Común y Personalidades Independientes (19)
- Partido Nacional Eslovaco (15)
- Kotleba - Partido Popular Nuestra Eslovaquia (14)
- Somos Familia (11)
- Most–Híd (11)
- #RED (10)

#### Sin representación parlamentaria
| - Movimiento Democrático Cristiano - Partido de la Comunidad Húngara - Coalición Cívica Eslovaca - Partido TIP - Partido Verde - Partido Comunista de Eslovaquia - Unión Demócrata y Cristiana Eslovaca-Partido Democrático - CAMBIO - Partido de la Eslovaquia Moderna | - Partido Democracia Directa - Resistencia - Partido Laborista - Coraje - Gran Coalición Nacional y Prorrusa - Alianza Demócrata Cristiana Húngara - Partido Democrático - Coalición Juntos por Eslovaquia |

### Resultados electorales
| Partido                                                  | Votos     | %     | Escaños | +/–   |
| -------------------------------------------------------- | --------- | ----- | ------- | ----- |
| Dirección– Socialdemocracia                              | 737.481   | 28,28 | 49      | -34   |
| Libertad y Solidaridad                                   | 315.558   | 12,10 | 21      | +10   |
| Gente Común-NOVA                                         | 287.611   | 11,03 | 19      | +3    |
| Partido Nacional Eslovaco                                | 225.386   | 8,64  | 15      | +15   |
| Kotlebistas - Partido Popular Nuestra Eslovaquia         | 209.779   | 8,04  | 14      | +14   |
| Somos Familia                                            | 172.860   | 6,63  | 11      | Nuevo |
| Most–Híd                                                 | 169.593   | 6,50  | 11      | -2    |
| #SIEŤ                                                    | 146.205   | 5,61  | 10      | Nuevo |
| Movimiento Demócrata Cristiano                           | 128.908   | 4,94  | 0       | -16   |
| Partido de la Coalición Húngaro                          | 105.495   | 4,05  | 0       |       |
| Coalición Cívica Eslovaca                                | 21.785    | 0,84  | 0       | Nuevo |
| Partido TIP                                              | 18.845    | 0,72  | 0       | Nuevo |
| Partido Verde                                            | 17.541    | 0,67  | 0       | Nuevo |
| Partido Comunista de Eslovaquia                          | 16.278    | 0,62  | 0       |       |
| Unión Demócrata y Cristiana Eslovaca-Partido Democrático | 6.938     | 0,27  | 0       | -11   |
| OPORTUNIDAD                                              | 6.522     | 0,25  | 0       | Nuevo |
| Partido de la Eslovaquia Moderna                         | 4.559     | 0,17  | 0       | Nuevo |
| Partido de la Democracia Directa                         | 3.595     | 0,14  | 0       | Nuevo |
| Coraje-Gran Coalición nacional y Pro-Rusa                | 3.428     | 0,13  | 0       | Nuevo |
| Resistencia-Partido Laborista                            | 3.182     | 0,12  | 0       | Nuevo |
| Alianza Democrática Cristiana Húngara                    | 2.426     | 0,09  | 0       | Nuevo |
| Partido Democrático - Ľudo Kaník                         | 1.998     | 0,08  | 0       | Nuevo |
| Coalición - Juntos por Eslovaquia                        | 1.777     | 0,07  | 0       | Nuevo |
| Votos en blanco/nulos                                    | 33.472    | –     | –       | –     |
| Total                                                    | 2.607.750 | 100   | 150     | 0     |
| Participación electoral                                  | 4.426.760 | 59,38 | –       | –     |
| Fuente: Volby,                                           |           |       |         |       |

## Formación de gobierno
El 7 de marzo, el presidente de Eslovaquia Andrej Kiska invitó a cada partido elegido, con la excepción del ĽSNS, para realizar conversaciones postelectorales y acuerdos para formar coaliciones. Fico se le dio la primera oportunidad por el presidente para formar una coalición estable. Todos los partidos, excepto la agrupación "Somos Familia", se han negado a formar coalición con el partido ĽSNS y como prueba de eso, se han basado en las distintas protestas antifascistas ocurridas cerca del Parlamento.
El 17 de marzo, Fico informó al presidente que iba a formar un gobierno de coalición de cuatro partidos, incluyendo Smer-SD, el Partido Nacional Eslovaco, Most-Híd y #RED, que juntos poseen 85 de los 150 escaños.